# Ascometal
Ascometal est un ancien groupe sidérurgique français fabricant d'aciers spéciaux, principalement pour l'industrie automobile européenne. Fondé en 1985, comme filiale regroupant les activités d'aciers spéciaux du groupe Usinor, il change plusieurs fois de propriétaires avant d'être démantelé en 2024.
Groupant à l'origine 4 usines sidérurgiques intégrées (à Hagondange, Fos-sur-Mer, Leffrinckoucke, Le Cheylas) et 2 sites de transformation à froid (Custines et Le Marais), le groupe se recentre progressivement sur les 2 pôles d'Hagondange et de Fos-sur-Mer, les autres usines étant soit fermées, soit des unités satellites. Lors de son démantèlement, le groupe est vendu en 2 lots : l'usine de Fos-sur-Mer est rachetée par le sidérurgiste italien Marcegaglia, celle d'Hagondange, associée aux sites de Custines, du Marais et de Leffrinckoucke, étant acquise par le fonds d'investissement britannique Greybull Capital.

## Histoire

### Prémisse: la SAFE
Louis Renault crée en 1932 la SAFE (Société des Aciers Fins de l'Est) pour fournir les tôles de ses voitures. Il choisit le site d'Hagondange, où il dispose déjà d'une participation dans l'usine de l'UCPMI, un gros complexe sidérurgique, moderne mais mal adapté à la production d'aciers de qualité. En 1952, s'ajoute à l'aciérie, la forge pour les pignons (forge à chaud) et les arbres (forge à froid) de ses boîtes de vitesses. La société emploie alors 3 000 salariés.
Au début des années 1980, Renault vend la SAFE au sidérurgiste français Usinor. Celui-ci l’intègre aux activités d'aciers spéciaux qu'il possède déjà et commence à dissocier l'activité de production d'acier, qui deviendra le cœur de la future Ascométal, de la forge proprement dite.

### Ascométal
Ascométal est fondée en 1985 comme filiale d’Usinor. Elle correspond au groupement d'usines sidérurgiques spécialisées en crise, « des débris de l'industrie française des aciers spéciaux, qui avait perdu le tiers de ses parts de marché en quatre ans ». La création du groupe permet de spécialiser chaque usine sur des spécialités bien précises, et surtout de redimensionner l'outil industriel sur un marché qui, 10 ans après la fondation du groupe, reste structurellement très difficile.
Devenant autonome, elle est vendue au sidérurgiste italien Lucchini en 1999, lui-même intégré au groupe sidérurgiste russe Severstal en 2005. En 2011, Lucchini, qui est alors détenu à 51 % par l'oligarque russe Alexeï Mordachov et à 49 % par Severstal, cède Ascométal au fonds d'investissement américain Apollo Global Management. Mais Apollo finance cet achat par un mécanisme de LBO, alors que le sidérurgiste s'avère incapable de générer les profits nécessaires au remboursement. En 2014, une dette de 360 M€ ainsi qu’une baisse d’activité de son secteur automobile, plongent l’entreprise dans une situation financière très tendue qui la conduit au redressement judiciaire le 7 mars.
Le 22 mai 2014, Asco Industries reprend Ascometal, en redressement judiciaire depuis mars. Fin 2016, Ascométal prend une participation de 60 % dans une aciérie située à Saint-Saulve et appartenant à Vallourec. Une coentreprise nommée Ascoval est alors créée.
En 2015, Ascometal ferme l'usine du Cheylas. Fondée en 1919, ce fut la première usine française à mettre en service une coulée continue, en 1955. En 2007, le site du Cheylas était encore une usine sidérurgique intégrée employant plus de 600 salariés, avec une aciérie et deux laminoirs. Un PSE en 2010 supprime 285 emplois. Le 16 décembre 2010 se déroule la dernière coulée de l'aciérie et le laminoir à ronds ferme en 2011. Un autre PSE en janvier 2013 provoque 163 départs.
Le 22 novembre 2017, Ascométal est à nouveau placé en redressement judiciaire. Le suisse Schmolz + Bickenbach (renommé Swiss Steel en 2020) est désigné repreneur lundi 29 janvier 2018 par le tribunal de grande instance de Strasbourg de la totalité des activités d'Ascométal à l'exception de l'aciérie Ascoval de Saint-Saulve. Le fabricant sidérurgique rejoint le groupe le 1er février.

### Démantèlement du groupe
Cinq ans après le rachat, Schmolz + Bickenbach, devenu Swiss Steel entre-temps, renonce à l'ensemble et annonce engager des négociations exclusives avec le sidérurgiste italien Acciairie Venete pour la revente d'Ascometal Hagondange, avec deux sites satellites de Custines et du Marais à Saint-Étienne. Cette revente, qui ne concernerait donc pas les usines Ascometal de Fos-sur-Mer et des Dunes, est censée dégager Swiss Steel de ces usines peu rentables. Cependant, les négociations avec Acciaierie Venete échouent et, immédiatement, le 27 mars 2024, Ascometal est mis en redressement judiciaire.
Le 31 mai 2024, le tribunal de Strasbourg officialise la vente de l'usine de Fos-sur-Mer au groupe italien Marcegaglia. Le repreneur s'engage à investir 800 millions d'euros, dont 200 pour le besoin en fonds de roulement. Il envisage de transformer le site, par l'investissement dans une coulée continue de brames (le site n'ayant jamais eu la possibilité d'investir dans cette technologie) et d'un nouveau laminoir à chaud. La production de lingot, de barre, de billette et de fil, capable d'atteindre 200 000 t/an, est conservée. La capacité de production du site atteindra ainsi entre 1,6  et   2 millions de tonnes d'acier et couvrira environ 30 % des besoins en aciers du groupe,,.
Le 8 juillet 2024, c'est au tour du site d'Hagondange, avec ses usines satellites de Custines, du Marais et des Dunes, d'être vendu au fonds d'investissement britannique Greybull Capital. Le nouveau propriétaire, qui acquiert un ensemble industriel cohérent employant 800 personnes, compte investir à Hagondange dans une coulée en lingot afin de fabriquer des corps d'obus et redémarrer le laminoir de l'usine des Dunes. 23 emplois devraient être supprimés, l'État s'étant engagé à prêter 45 M€ et à accorder « un soutien public de 40 M€ […] dans une forme qui restera à définir ». L'ensemble est rebaptisé Nova Metal le 2 août 2024 puis NovAsco le 10 septembre 2024.

## Activités
Le groupe sidérurgique est spécialisé dans les aciers pour l'industrie automobile européenne et fournit également l'industrie de l'armement. Le groupe cherche à diversifier son activité.
En 2024, l'entreprise est constituée de 2 sites sidérurgiques, Fos-sur-Mer et Hagondange, 3 sites de parachèvement : Custines, Le Marais, et Les Dunes et un centre de recherche, le CREAS (Centre de Recherche des Aciers Spéciaux), à Hagondange.

## Sites industriels
| \| Hagondange Fos-sur-Mer Les Dunes Custines Le Marais Le Cheylas \| Implantations des usines. |
| Hagondange Fos-sur-Mer Les Dunes Custines Le Marais Le Cheylas                                 |

- Hagondange

Dans les années 1960 l'usine d'Hagondange, alors la SAFE appartenant à Renault, est une usine pionnière dans l'industrialisation de la coulée continue des aciers. En 1960 est mise en service une machine verticale à 4 lignes, coulant des billettes de 120 × 120 mm2 et des blooms jusqu'à 200 × 200 mm2. Cette machine est reconstruite en 1986 par Fives Cail Babcock et modernisée pour couler jusqu'à 240 × 240 mm2 en 1991, en même temps qu'une nouvelle aciérie électrique, dotée d'un four à arc électrique de 100 t et d’un four-poche sous vide, est mise en service.
En 2007, l'usine compte 680 salariés. Le site d'Hagondange peut produire 300 000 tonnes d'acier par an, mais c'est deux fois moins en 2024 en raison de difficultés financières. L'aciérie exploite un four électrique de 110 t et 90 MVA, un vide en cuve et une coulée continue. Le site produit principalement des aciers de petites sections, de 15 à 100 mmm.
Le site héberge également le CREAS (Centre de Recherche des Aciers Spéciaux), fondé en 2001 pour reprendre une cinquantaine de salariés qui travaillaient jusque là sur le site de l'usine de Gandrange.
- Fos-sur-Mer

Fondée en 1973, l'usine emploie, en 1984, 1 200 salariés et est spécialisé sur les acier à roulement. Mais, 11 ans après son démarrage, elle est déjà menacée de fermeture à cause d'un repli structurel du marché des aciers spéciaux.
En 2007, l'usine comptait 550 salariés. Elle produit principalement des aciers pour roulement et des aciers de construction mécanique.
- Les Dunes (Leffrinckoucke)

Au milieu des années 1990, le site compte 1 200 salariés. L'aciérie est fermée en fin 2017, au profit de celle d'Ascoval, et le laminoir subi le même sort en 2020. En 2024, il ne reste que 167 salariés, travaillant sur des activités de parachèvement de produits de moyenne section, de 75 à 300 mmm.
- Custines

L'usine réalise le parachèvement de produits de petite section, de 10 à 105 mmm, à destination des marchés de la construction automobile.
- Le Marais (Saint-Étienne)

L'usine réalise le parachèvement de produits de petite section, de 10 à 150 mmm, à destination des marchés de la construction automobile.
- Le Cheylas

En 2007, l'usine sidérurgique est un ensemble intégré, de l'aciérie au laminoir, spécialisé dans la fabrication d'acier à ressort. Il emploie alors 600 personnes. En 2015, l'usine est fermée après plusieurs PSE.